# Гістоліз
Гісто́ліз (від грец. ἱστός тканина + λυσις розклад) — процес руйнування тваринних тканин, що переважно відбувається під впливом гідроілтичних ферментів. Гістоліз може бути як фізіологічним явищем, наприклад під час метаморфозу в багатьох тварин або у випадку руйнування старих клітин крові у печінці та селезінці, або патологічним, зокрема, коли тканини розщеплюються під впливом бактерійних ферментів або в процесі запалення.